# Rue Dranem
La rue Dranem est une voie du 11e arrondissement de Paris, en France.

## Situation et accès
La rue Dranem est une voie privée située dans le 11e arrondissement de Paris. Elle débute au 5, villa Gaudelet et se termine au 15, avenue Jean-Aicard.

## Origine du nom

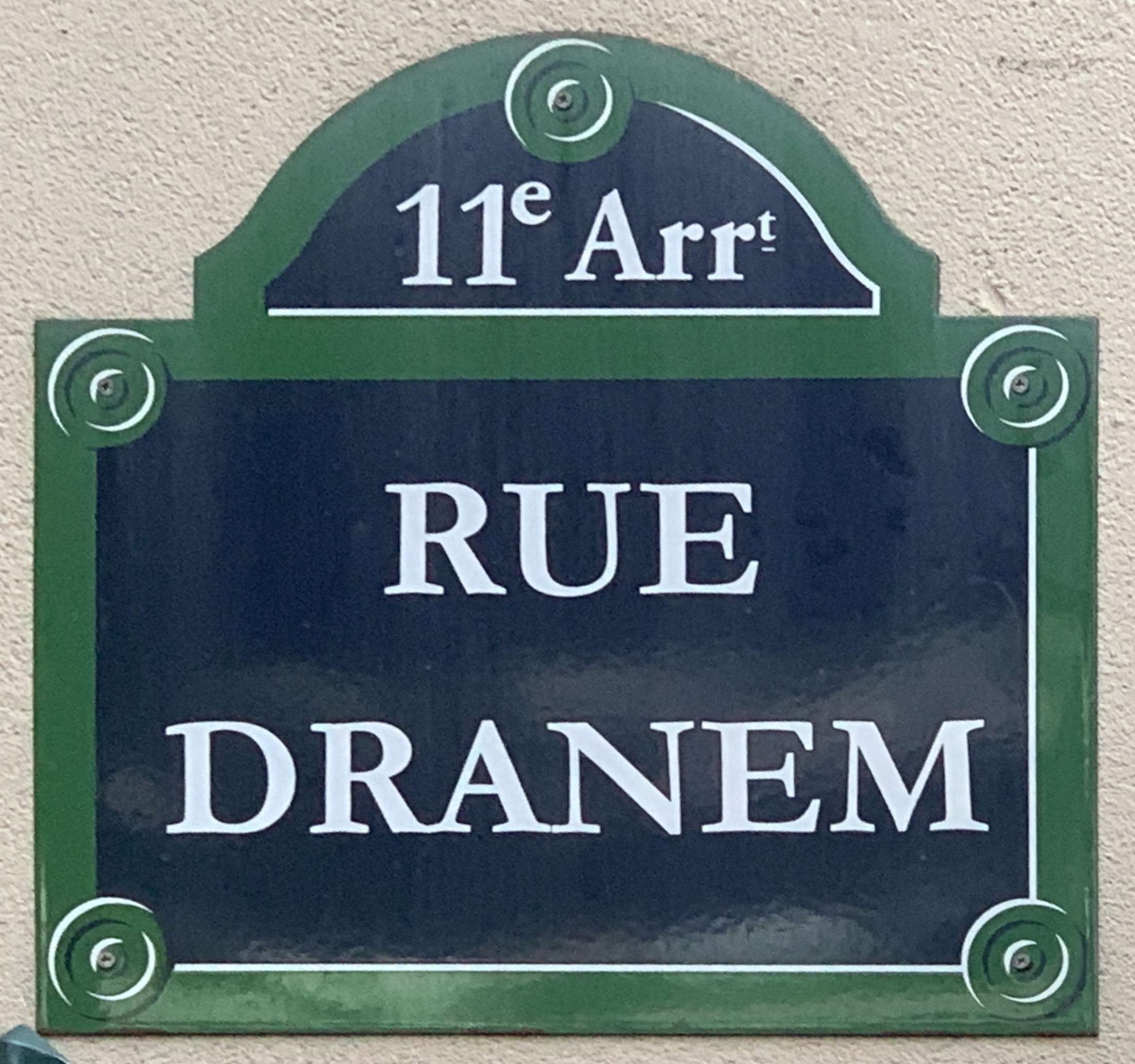
Plaque de la rue.

Elle porte le nom du chanteur de café-concert Armand Ménard dit Dranem (1869-1935).

## Historique
Précédemment dénommée « petite impasse Gaudelet », du nom d'un propriétaire local, elle prend sa dénomination actuelle par décret préfectoral du 4 août 1960, puis est fermée à la circulation publique par arrêté municipal du 29 décembre 1994.